# 松聲堂
松聲堂（しょうせいどう）は、江戸時代後期から明治時代初期にかけて、甲斐国（山梨県）にあった郷学。当初の呼称は「西野手習所」。別称に「西野松聲堂」。

## 近世甲斐国における教育と西野村
甲斐国では近世初頭に甲府藩が成立し、藩主の甲府徳川家・柳沢氏は学問や和歌を嗜むなど好学の大名であったが、藩士を教育する藩校の設置は遅れた。
享保9年（1724年）に柳沢氏が転封となり甲斐一国が幕府直轄領化されると甲府町方は甲府勤番支配、在方は三分代官支配となった。寛政8年（1796年）には甲府城郭内に勤番士子弟の教育を行う江戸・昌平坂学問所の分校である徽典館（甲府学問所）が設置された。
一方、在方における教育は私塾や寺小屋が中心で、学識を有する在野の学者や文人、僧や神官、浪人などが庶民の教育を担っていた。
郷学（ごうがく）は個人経営の私塾や寺子屋に対して藩や代官所、村などが設置し、村役人となる庶民の教育を担った教育機関で、郷校とも呼ばれる。甲斐国では天保6年（1835年）に設立された松聲堂のほか、文政6年（1823年）に設立された八代郡市部村（笛吹市石和町市部）の由学館（石和教諭所）、嘉永4年（1851年）に設立された都留郡谷村（都留市谷村）の興譲館（谷村教諭所）がある。これらの郷学はそれぞれ石和代官所・谷村代官所に隣接してるが、西野村を管轄する市川代官所は八代郡市川大門村（市川三郷町市川大門）に所在し、西野村とは離れている。
松聲堂は甲斐国巨摩郡西郡筋に属する西野村（山梨県南アルプス市西野）に所在した。西野村は甲府盆地西部に位置し、南流する釜無川の右岸に立地する。村の西側には南北に韮崎宿（韮崎市）と荊沢宿（南アルプス市荊沢）を繋ぐ駿信往還が通過する。一帯は「原七郷」と称される乏水地帯で、水田よりも畑地が多かった。1976年（昭和51年）に刊行された山梨県教育委員会編『山梨県教育百年史 明治編』において行われた寺子屋調査によれば、西郡筋の諸村では28件の寺子屋・私塾が分布していたという。

## 松聲堂の設立
天保6年（1835年）2月に巨摩郡西野村の長百姓・幸蔵と佐次兵衛、同郡西花輪村（中央市西花輪）の長百姓・内藤清右衛門（景助）を中心とする有志により郷校設立が発起される。西野村幸蔵は「油屋」の屋号を持ち商業に携わった人物で、天保年間には清右衛門とともに伊予国西条藩産の塩の移入を計画している。
内藤清右衛門は『甲斐国志』編さんに携わった内藤清右衛門（禹昌、正輔、1751年 - 1831年）の子で、父の清右衛門は「藤屋西」の屋号を持ち商業に携わる一方で、花輪村に時習館を創設した。子の清右衛門も父とともに『甲斐国志』編さんに携わり、後に清右衛門を襲名して時習館の経営に携わった。
天保6年2月に市川代官所に提出した願書では郷校設立の社会的意義を訴え、幸蔵が身元確かな人物であることを村役人や村人が保証し、手習所設置を求める幸蔵の意見に賛同する添書を出した。さらに請書では手習所の建設・維持に関わる諸経費は各村の有志による募金で集め、建設予定地の小物成米は西野村が弁済することを明記した。
設立資金は幸蔵と清右衛門が金20両、巨摩郡荊沢村（南アルプス市荊沢）の豪農・市川市右衛門が金10両を出資し、他の出資者とあわせて総額は140両と米4俵に及んだ。さらに西野村では13箇条の連印状を作成し、西野村の曹洞宗寺院・宝珠院を仮校舎として開校された。天保7年（1839年）4月には校舎が完成し、正式に開設する。この頃には就学者も増加し、学校名を西野手習所から「松聲堂」と改める。
初代教授は松井渙斎（まつい かんさい、1806年 - 1854年）。渙斎は江戸出身の幕臣・儒学者で、甲府近郊の高室村（甲府市高室町）に居住し、西花輪村の私塾・時習館で教えた経歴を持つ。松井は徽典館学頭ほか、甲斐国内の多くの文人と交流している。現在の南アルプス市立白根東小学校には渙斎の肖像が所蔵されている。嘉永元年（1848年）に高齢により引退し、江戸へ戻る。後任は宮浦東谷が務めた。
宮浦東谷は武蔵国葛飾郡早生田村（東京都）出身。旧姓は「雨宮」、通称は庄左衛門、諱は義房、旧伊予国大洲藩士。市川代官・小林藤之助の食客として市川大門村に滞在しており、明治4年（1871年）に死去。宮浦の後任は学制発布まで徽典館の根岸好太郎が務めた。
嘉永元年（1848年）から元治元年（1864年）までの16年間の門人を記した門人帳には、門人の氏名、出身地、父母・兄弟の名が記されている。門人は200人を越えたという。女性の門人も存在した。
授業は漢学中心で、水準は寺子屋に近かったという。
著名な門人に漢詩人の青嶋貞賢、小野泉、竹内源蔵、斎藤文治、村松栄斎などがいる。
松聲堂の設立願書、門人帳などの関連史料は『山梨県史』の編纂において発見された。個人所蔵。『山梨県史 資料編13近世6上』において一部翻刻されている。

## 明治後の松聲堂
明治維新後には1869年（明治2年）の「府県施政順序」において小学校を設置する方針が固まり、同年4月12日には松聲堂、由学館、興譲館のほか八代郡市川大門村の「小学校」、および巨摩郡台ケ原村（北杜市白州町台ケ原）の「郷学校」の5校が文部省に具申されている。
この段階では山梨県内においてまだ郷学や私塾、小学校や寺子屋が混在した状態で、同年7月には西野村が甲府御役所に西野手習所を「小学校」と改称することを願い出ている。県では甲府の徽典館の主導により「小学区」の基準を定める方針であったため、松聲堂は郷学として徽典館の指示を受けるように命じられている。
1872年（明治5年）の学制発布に伴い正式に公立学校に編入され、以後幾度かの変遷を経て、現在の南アルプス市西野に所在する南アルプス市立白根東小学校となっている。松聲堂跡には松井渙斎留別の詩が刻まれた石碑が立っている。